# Wilhelm Adam (General, 1893)

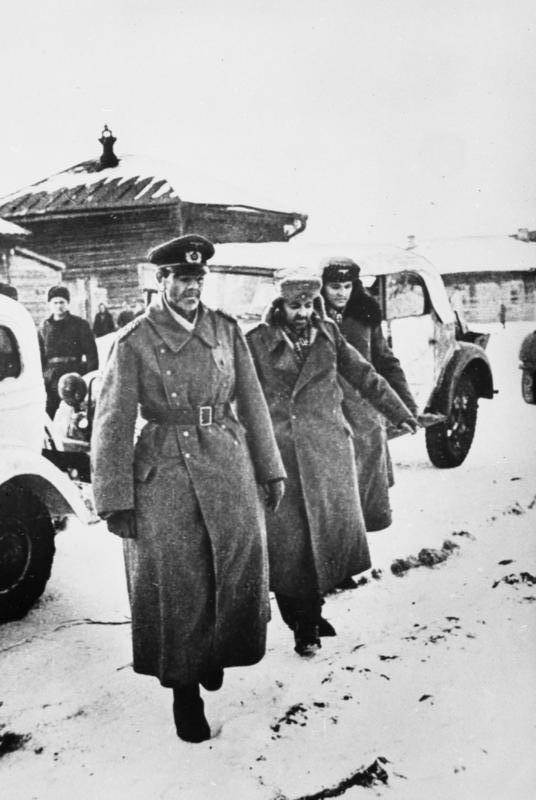
Oberst Adam (rechts) während der Gefangennahme von Generalfeldmarschall Paulus (1943)

Wilhelm Adam (* 28. März 1893 in Eichen; † 24. November 1978 in Dresden) war ein deutscher Offizier und Politiker der DDR-Blockpartei NDPD.

## Leben

### Zeit bis zur Weimarer Republik
Adam wurde 1893 in Eichen bei Hanau als Sohn eines Landwirtes geboren. Nach seinem Abitur besuchte von 1908 bis 1913 das Lehrerseminar in Schlüchtern. Ab dem 1. Oktober 1913 leistete er als Einjährig-Freiwilliger seinen Wehrdienst bei der 5. Kompanie des 2. Nassauischen Infanterie-Regiments Nr. 88 ab. Zu Beginn des Ersten Weltkriegs kam er am 8. August 1914 als Gefreiter an die Westfront, wurde am 16. September 1914 verwundet und in ein Lazarett eines evangelischen Krankenhauses in Düsseldorf gebracht. Bereits zehn Tage später wurde er dem Ersatz-Bataillon seines Regiments zugeteilt und am 1. April 1915 zum Feldwebel befördert. Von April bis Mai 1915 nahm er als Offiziersaspirant an einem Kursus im Lockstedter Lager teil und erhielt am 22. Mai seine Beförderung zum Leutnant. Am 14. Juni war er als Zugführer dem 1. Rekruten-Depot des XVI. Armee-Korps zugeteilt und ab 5. Oktober 1915 in der 5. Kompanie des Infanterie-Regiments „Graf Werder“ (4. Rheinisches) Nr. 30. Nach einer Erkrankung im Juli 1916, die er in einem Feldlazarett bei Germersheim auskurierte, erfolgte die Versetzung zum 1. Ersatz-Bataillon des 2. Nassauischen Infanterie-Regiments Nr. 88. Am 28. September 1916 wurde er Führer einer MG-Kompanie des Infanterie-Regiments Nr. 424. Ab 28. Oktober war Adam Ordonnanzoffizier der 70. Landwehr-Infanterie-Brigade. Er wurde nach Ende des Krieges am 31. Januar 1919 als Leutnant aus der Armee entlassen.

### Weimarer Republik
Von 1919 bis 1929 war Adam Volksschullehrer  im hessischen Langenselbold und von 1929 bis 1934 Oberfachschullehrer an der Heeresfachschule II im thüringischen Weimar tätig. Parallel dazu studierte Adam von 1922 bis 1924 an der Universität in Frankfurt am Main und legte 1927 die Prüfung als Mittelschullehrer ab. Er wurde 1919 Mitglied des „Militärvereins Langenselbold“ und 1920 des Jungdeutschen Ordens. 1923 trat Adam in die NSDAP ein und war 1923 am Münchener Hitlerputsch beteiligt. 1926 schloss er sich der DVP an, der er bis 1929 als Mitglied angehörte. Der 1925 neu gegründeten NSDAP trat er offenbar nicht wieder bei.

### Zeit im Nationalsozialismus bis zum Zweiten Weltkrieg
1933 wurde Adam Mitglied des Stahlhelms und gehörte nach der Eingliederung des Stahlhelms in die SA (Februar 1934) der neugebildeten „SA-Reserve I“ an, die aus dem ehemaligen Stahlhelm gebildet wurde. Hier hatte Adam den Dienstgrad eines SA-Oberscharführers und wurde Träger des Blutordens. Adam wurde schließlich beim „Referat für weltanschauliche Schulung“ beim „Stab der Standarte 94“ in Weimar eingesetzt.
1934 erfolgte Adams Reaktivierung im Rang eines Hauptmanns sowie nach einem Kriegsschulkurs am 1. Januar 1938 die Ernennung zum Major. Bis 1939 war er als Lehrer zunächst an der Infanterieschule Döberitz und dann an der Kriegsschule Dresden tätig.

### Zweiter Weltkrieg
1939 wurde Adam Adjutant im XXIII. Armeekorps und 1941 Adjutant der 6. Armee unter den Armeeoberbefehlshabern Walter von Reichenau und später Friedrich Paulus. Zum 1. März 1942 wurde er zum Oberst befördert. Im Verlauf der Schlacht von Stalingrad wurde er am 17. Dezember 1942 als Kampfgruppenführer mit dem Ritterkreuz des Eisernen Kreuzes ausgezeichnet. Adam geriet am 31. Januar 1943 gemeinsam mit Paulus in Stalingrad in sowjetische Kriegsgefangenschaft. Während der vom Chef des Generalstabes der 6. Armee Schmidt geführten Übergabeverhandlungen hatte er zuvor dem im Nebenraum befindlichen Generalfeldmarschall Paulus über deren Stand unterrichtet.
Seine Kriegsgefangenschaft verbrachte er im Kriegsgefangenenlager Krasnogorsk, später in Susdal und im Kriegsgefangenenlager 5110/48 Woikowo. In Krasnogorsk besuchte er die „Zentrale Antifa-Schule“ und war Mitglied des „Bundes deutscher Offiziere“. Er nahm als Gast an einer Vollsitzung des Nationalkomitees Freies Deutschland (NKFD) am 3. August 1944 teil, wo er dem „Oberstudienrat im Offiziersrock“, Oberleutnant Fritz Rücker, begegnete.  Mit Rücker und weiteren Lehrern war er an der Ausarbeitung der Richtlinien für den Unterricht in deutscher Geschichte 1944/45 im ehemaligen Erholungsheim in Lunjowo im Auftrage des NKFD beteiligt.
Adam wurde von einem nationalsozialistischen Gericht in Abwesenheit zum Tode verurteilt.

### Nachkriegszeit
1948 kehrte Adam nach Deutschland, d. h. in die sowjetische Besatzungszone, zurück. Er gehört zu den Mitbegründern der NDPD und wurde Vorsitzender des NDPD-Landesverbandes Sachsen. 1948 bis 1949 war er als Referent bei der sächsischen Landesregierung tätig. Von 1950 bis 1952 war er Finanzminister in Sachsen und von 1949 bis 1963 Abgeordneter der Volkskammer der DDR.

### Von der Kasernierten Volkspolizei zur Nationalen Volksarmee

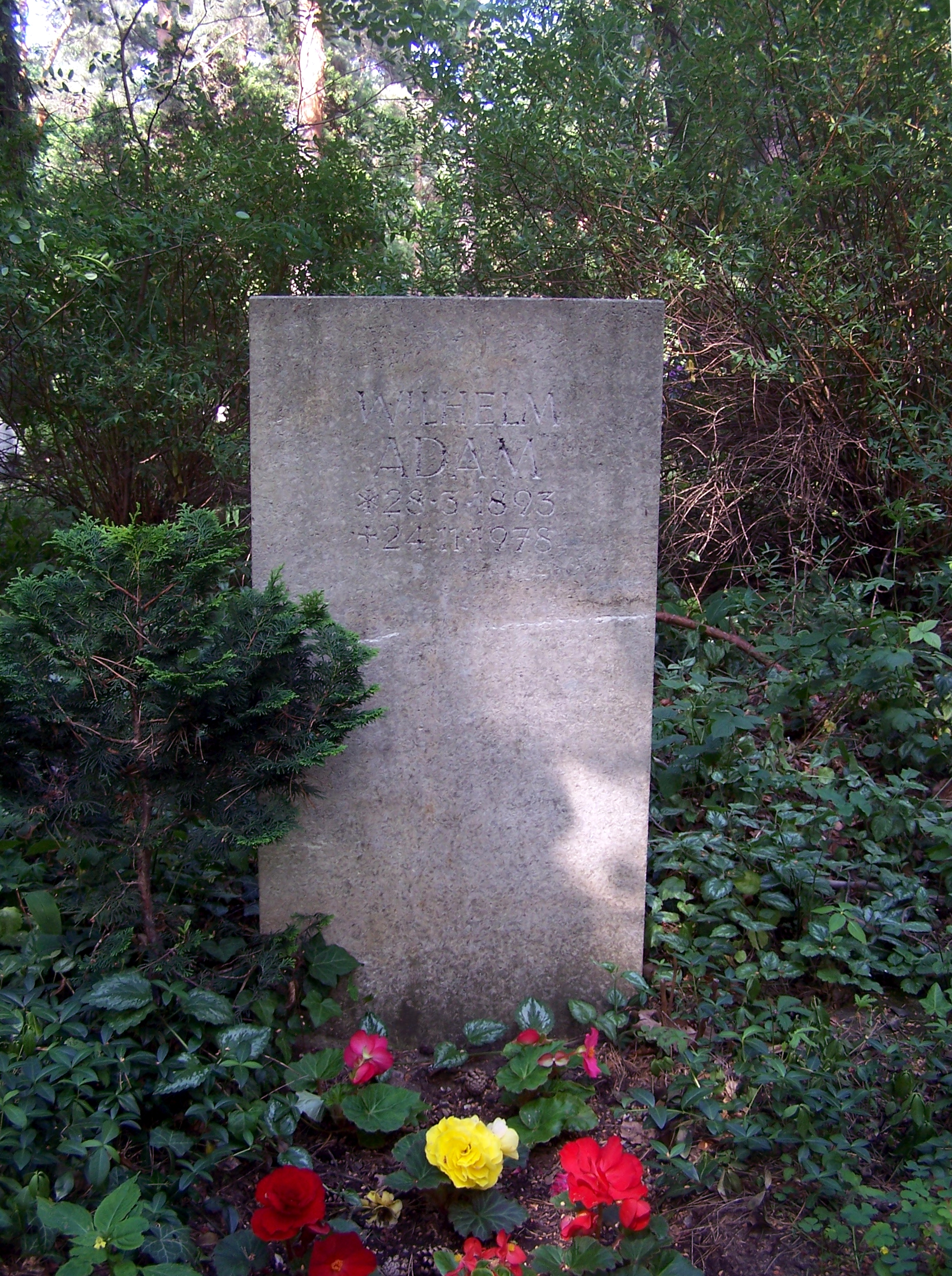
Grab von Wilhelm Adam auf dem Heidefriedhof in Dresden

Adam bekleidete bei seinem Eintritt am 1. September 1952 in die Kasernierte Volkspolizei (KVP) den Rang eines Obersten und wurde Leiter der Abteilung Inspektion für die Verwaltungslehranstalten. Von 1953 bis 1958 war er als Nachfolger von Generalmajor Walter Freytag Kommandeur der „Hochschule für Offiziere“ der KVP (ab 1956 der NVA) in Dresden. 1958 wurde Adam mit 65 Jahren in den Ruhestand versetzt. Er war weiter in der „Arbeitsgemeinschaft ehemaliger Offiziere“ tätig. Zum 28. Jahrestag der Gründung der DDR am 7. Oktober 1977 wurde er zum Generalmajor a. D. ernannt.
Adam starb 1978 in Dresden und wurde auf dem Heidefriedhof beigesetzt.

## Ordens- und Ehrenzeichen
- Eisernes Kreuz (1914) II. und I. Klasse
- Blutorden – Medaille zur Erinnerung an den 9. November 1923
- Dienstauszeichnung 3. Stufe
- Spange zum Eisernen Kreuz II. und I. Klasse
- Ritterkreuz des Eisernen Kreuzes (17. Dezember 1942)
- Vaterländischer Verdienstorden in Silber im Jahre 1956
- Orden Banner der Arbeit im Jahre 1968
- Ehrenspange zum Vaterländischen Verdienstorden in Gold im Jahre 1978

## Schriften
- Heilig ist uns Deutschlands Einheit. Nationales Druckhaus, Berlin 1951.
- Stalingrad mahnt. Deutsche an einem Tisch. Volkskammer der Deutschen Demokratischen Republik, Berlin 1951.
- Der schwere Entschluß. Verlag der Nation, Berlin 1965 (Autobiographie).